# 陸普任
陆普任，广东琼山县调塘人，明朝政治人物、進士出身。

## 生平
永乐二年（1404年），登甲申科進士，授礼部精膳司员外郎、南安府知府、辰州府知府、拜参理、总兵肃授军务。